# Effetti dell'intemperanza
Gli Effetti dell'intemperanza sono un dipinto a olio su tavola (76x160,5 cm) di Jan Steen, databile al 1663-1665 circa e conservato nella National Gallery di Londra.

## Storia
La datazione si basa su cifre stilistiche. L'opera entrò in galleria tramite acquisto nel 1977.

## Descrizione e stile
Il dipinto illustra il proverbio olandese che recita: "il vino si prende gioco dell'uomo". Il fulcro del dipinto è infatti la madre di famiglia che, a destra, si è addormentata sulla soglia di casa, vicino a una caraffa di vino rovesciata che indica come tale stato sia effetto dell'alcolismo. Essa regge in mano una pipa di terracotta e sta presso un piccolo braciere che, da un momento all'altro, rischiano di incendiarle la gonna. Nel frattempo i figli approfittano della mancanza di controllo per combinare svariate marachelle: rubano soldi dal suo borsello, sprecano un pasticcio di carne per darlo a un gatto e del vino per ubriacare un pappagallino per gioco, mentre un altro ragazzo sta danzando spargendo preziose rose. Un maiale si aggira ai suoi piedi e annusa il fiore per mangiarlo: in Olanda "dare le rose ai porci" è l'equivalente del nostro detto avente come oggetto le perle. Formaggio, pane e frutta giacciono dimenticati in primo piano, componendo una bella natura morta che comunque è coerente con la scena. Il pappagallo, animale che imita l'uomo, è importante in questa allegoria perché mostra come il cattivo esempio produca cattivi frutti negli altri: l'animale beve infatti il vino che gli viene porto e così saranno destinati a fare, in tutta probabilità, anche i figli della donna.
A destra un uomo anziano si comporta in maniera sconsiderata bevendo in compagnia di una donna scollacciata: forse rappresenta il padre di famiglia. Le conseguenze di questo caos sono facilmente intuibili: ai bambini non spetterà altro che la strada della povertà e dell'accattonaggio, come ricordano la gruccia e la raganella da mendicante insieme a una verga usata per punire i malfattori, che si trovano sul cestino appeso sopra la testa della donna.
Sebbene il dipinto abbia un connotato giocoso e comico, agli osservatori dell'epoca non doveva sfuggire la denuncia di disfacimento morale e sociale legato all'abuso di alcol. Essi, guardando il dipinto, ne potevano trarre insegnamento per evitare di comportarsi sconsideratamente.
Notevole è la qualità pittorica dell'insieme, che ne fa una sofisticata pittura di genere: l'occhio dello spettatore è innanzitutto catturato dalle vesti in raso brillante della ragazza inginocchiata in primo piano e poi direzionato, tramite linee di forza, verso la protagonista a sinistra, che è vestita sofisticatamente con una mantellina rosa bordata di pelliccia e una gonna dai colori cangianti. Le pennellate ampie e fluide sono un retaggio della scuola di Haarlem, dove Jan Steen trascorse nove anni influenzato da Frans Hals. La delicatezza della natura morta in primo piano contrasta con i tratti grossolani dei protagonisti, il cui aspetto sgradevole è specchio del loro comportamento scorretto.